# ستریبرنه هوری (ناحیه هاولیتشکوف برود)
ستریبرنه هوری (ناحیه هاولیتشکوف برود) (به چکی: Stříbrné Hory) یک منطقهٔ مسکونی در جمهوری چک است که در ناحیه هاولیتشکوف برود واقع شده‌است. ستریبرنه هوری ۳٫۷۳ کیلومتر مربع مساحت و ۲۵۲ نفر جمعیت دارد و ۴۷۳ متر بالاتر از سطح دریا واقع شده‌است.